# Еремия
Еремия е село в Западна България, в община Невестино, област Кюстендил.

## География
Село Еремия се намира в планински район, в географската област Пиянец, югоизточно от град Кюстендил. Разположено е от двете страни на река Еремийска. Отстои на 7 км от с. Невестино. Съставено е от махали: Секалето, Брашненичка, Цоцоманска, Мурджовска, Костовска, Гугушанска, Бумбарска, Стойковска, Влашка, Яновска, Каймаканска, Езерска, Хановете (център), Златковска, Ковачка, Ивановска, Янчовска, Марковска, Керелска, Пенковска, Шопкинска, Чифличка, Гоцевска, Геровска, Лесовска, Стаменковска, Мухтийска, Щърбевска, Фудулска, Манчовска, Якимовска, Шопска, Цинцовска, Ясикарска, Писарска, Натовска.

## История
На около 5 км западно от селото има останки от късноантична крепост. Еремия е старо средновековно селище. 
Споменава се в турски регистър от 1576 г. с името Еремие. През 1866 г. са регистрирани 85 домакинства с 601 жители. Още преди Освобождението – в 1871 г. в селото е открито училище, а през 1927 г. е построена училищна сграда.
През 1893 г. землището на селото включва 8110 дка ниви, 5480 дка гори, 395 дка естествени ливади, 314 дка овощни и зеленчукови градини, 364 дка лозя, пасища и др. и се отглеждат 2280 овце, 1139 кози, 561 говеда и 253 коня. Основен поминък на селяните са земеделие (зърнопроизводство, овощия, тютюнопроизводство) и животновъдство. Развиват се домашните занаяти (шивачи, зидари), в селото има 3 бакалници (магазини за търговия на дребно, предимно със стоки с ежедневна употреба). Основано е земеделско спестовно-заемно дружество „Свети Симеон“ (1909). През 1956 г. е учредено ТКЗС „Васил Левски“, което впоследствие прераства в ДЗС, а от 1979 г. е включено в състава на АПК „Струма“ – село Невестино.
През 1902 г. е построена църквата „Свети Димитър“, която е една от забележителностите на селото, а през 1929 г. е основано читалище. През 1946 г. е открита пощенска станция. Селото е електрифицирано и водоснабдено през 1947 г. Открита е здравна служба, през 1962 г. е построена нова читалищна сграда. Голяма част от улиците са асфалтирани.

## Население

### Брой и състав
Брой при преброявания на населението:
| Година    | 1880 | 1900 | 1926 | 1934 | 1946 | 1956 | 1965 | 1975 | 1984 | 2010 |
| Население | 879  | 1449 | 1915 | 2119 | 2190 | 1703 | 1205 | 873  | 587  | 168  |

Численост и дял на етническите групи според преброяването на населението през 2011 г.:
|                     | Численост | Дял (в %) |
| Общо                | 157       | 100,00    |
| Българи             | 152       | 96,81     |
| Турци               | 0         | 0,00      |
| Цигани              | 0         | 0,00      |
| Други               | 0         | 0,00      |
| Не се самоопределят | 0         | 0,00      |
| Неотговорили        | 4         | 2,54      |

Активни миграционни процеси.

### Религии
Село Еремия принадлежи в църковно-административно отношение към Софийска епархия, архиерейско наместничество Кюстендил. Населението изповядва източното православие.

### Редовни събития
- Общоселски събор всяка година на 1 май.
- Курбан на Димитровден (църквата в с. Еремия носи името на Свети Димитър).

## Личности
- Стоян Евтимов Кьосев (1910 – 2002) – електротехник. Завършил е техникум в Радомир. Владее немски. Електрифицира селото. Участва във Втората Световна Война.
- Милан Георгиев Керелски (1919 – 2010) – общественик, публицист, историк, краевед и деятел на антифашиското и дружеството за приятелство с Русия. Завършил е история в Софийския университет, бил е директор на Керамичната фабрика в с. Багренци, общинското предприятие „Здрава храна“ и ДП „Книгоразпространение“ – Кюстендил. Има стотици публикации в печата. Бил е кореспондент на в-к „Отечествен фронт“ и радио „София“. Автор на редица книги („От бащи, деди, прадеди и след тях“, „Окупацията на Кюстендил от ВМРО през 1922 година“, „Село Еремия“ и др.). По негова инициатива са изградени паметниците в памет на загиналите руски войници в селата Коняво и Еремия, на лесовъда Йордан Митрев в Кюстендил, на мястото на работилницата за бомби и хладно оръжие за четите за освобождаването на Македония, лично посещавана от войводата Гоце Делчев в село Длъхчево-Сабляр, и др.